# 62-es villamos (Bécs)
A bécsi 62-es jelzésű villamos Oper, Karlsplatz és Lainz, Wolkersbergenstraße között közlekedik, útvonala a Karlsplatz és Bahnhof Meidling megállóhelyek között megegyezik a Wiener Lokalbahnéval. A viszonylatot a Wiener Linien üzemelteti.

## Megállóhelyei
| 60 (Oper, Karlsplatz ◄► Lainz, Wolkersbergenstraße) | 60 (Oper, Karlsplatz ◄► Lainz, Wolkersbergenstraße) | 60 (Oper, Karlsplatz ◄► Lainz, Wolkersbergenstraße) | 60 (Oper, Karlsplatz ◄► Lainz, Wolkersbergenstraße)                             | 60 (Oper, Karlsplatz ◄► Lainz, Wolkersbergenstraße) |
| Perc (↓)                                            | Megállóhely                                         | Perc (↑)                                            | Átszállási kapcsolatok                                                          |                                                     |
| --------------------------------------------------- | --------------------------------------------------- | --------------------------------------------------- | ------------------------------------------------------------------------------- | --------------------------------------------------- |
| 0                                                   | Oper, Karlsplatz végállomás                         | 42                                                  | U1 , U4 1, 2, 71, D, U2Z 4A, 59A Wiener Lokalbahn                               |                                                     |
| ∫                                                   | Karlsplatz                                          | 40                                                  | U1 , U4 1 4A, 59A Wiener Lokalbahn                                              |                                                     |
| 3                                                   | Resselgasse                                         | 39                                                  | 1 Wiener Lokalbahn                                                              |                                                     |
| 4                                                   | Paulanergasse                                       | 37                                                  | 1 Wiener Lokalbahn                                                              |                                                     |
| 5                                                   | Mayerhofgasse                                       | 35                                                  | 1 Wiener Lokalbahn                                                              |                                                     |
| 7                                                   | Johann-Strauß-Gasse                                 | 34                                                  | 1 Wiener Lokalbahn 13A                                                          |                                                     |
| 8                                                   | Laurenzgasse                                        | 32                                                  | 1 Wiener Lokalbahn                                                              |                                                     |
| 10                                                  | Kliebergasse                                        | 31                                                  | 1, 18 Wiener Lokalbahn                                                          |                                                     |
| 12                                                  | Matzleinsdorfer Platz                               | 29                                                  | S1 , S2 , S3 , S4 , S80 1, 6, 18 14A Wiener Lokalbahn                           |                                                     |
| 14                                                  | Eichenstraße                                        | 27                                                  | 6, 18 12A Wiener Lokalbahn                                                      |                                                     |
| 16                                                  | Marx-Meidlinger-Straße                              | 25                                                  | Wiener Lokalbahn                                                                |                                                     |
| 16                                                  | Flurschützstraße, Längenfeldgasse                   | 24                                                  | 63A Wiener Lokalbahn                                                            |                                                     |
| 16                                                  | Aßmayergasse                                        | 23                                                  | 59A Wiener Lokalbahn                                                            |                                                     |
| 21                                                  | Dörfelstraße                                        | 21                                                  | S1 , S2 , S3 , S4 , S60 , S80 (Wien Meidling) 59A Wiener Lokalbahn              |                                                     |
| 22                                                  | Bahnhof Meidling                                    | 19                                                  | U6 S1 , S2 , S3 , S4 , S60 , S80 7A, 7B, 8A, 9A, 15A, 59A, 62A Wiener Lokalbahn |                                                     |
| 24                                                  | Wienerbergbrücke                                    | 17                                                  | 7A, 62A                                                                         |                                                     |
| 26                                                  | Sonnergasse                                         | 15                                                  | 62A                                                                             |                                                     |
| ∫                                                   | Altmannsdorfer Straße                               | 14                                                  | 16A, 62A, 64B                                                                   |                                                     |
| 29                                                  | Hetzendorf                                          | 12                                                  | S2 , S3 , S4 16A, 64B                                                           |                                                     |
| 30                                                  | Schloss Hetzendorf                                  | 11                                                  | 16A, 63A                                                                        |                                                     |
| 32                                                  | Rosenhügelstraße                                    | 9                                                   | 58B                                                                             |                                                     |
| 34                                                  | Atzgersdorfer Straße                                | 8                                                   | 58A, 58B                                                                        |                                                     |
| 35                                                  | Wattmanngasse                                       | 6                                                   |                                                                                 |                                                     |
| 36                                                  | Hofwiesengasse                                      | 5                                                   | 60 58A, 58B                                                                     |                                                     |
| 38                                                  | Speising, Hermesstraße                              | 4                                                   | 60 58A, 58B                                                                     |                                                     |
| 39                                                  | Klinik Hietzing                                     | 2                                                   |                                                                                 |                                                     |
| 40                                                  | Versorgungsheimplatz                                | 1                                                   |                                                                                 |                                                     |
| 41                                                  | Lainz, Wolkersbergenstraße végállomás               | 0                                                   | 54A, 54B                                                                        |                                                     |